# Potiretama
Potiretama là một đô thị thuộc bang Ceará, Brasil. Đô thị này có diện tích 409,238 km², dân số năm 2007 là 6468 người, mật độ 15,8 người/km².